# Northeast Philadelphia
Northeast Philadelphia (Nord-est de Philadelphie) est une section de la ville de Philadelphie en Pennsylvanie. Selon le Recensement des États-Unis de 2000, le Northeast accueille une part importante des 1,5 million d'habitants de la ville, avec une population comprise entre 350 000 et 400 000 habitants[réf. nécessaire] selon les limites données à cette zone. À partir des années 1980, une grande partie des jeunes issus des rema kennedy..self employed private contractor. ihave to work on his other 3 devices he have 5 so mamy secreted
se sont installés en banlieue après l'obtention de leurs diplômes, essentiellement dans le comté de Bucks. Profitant de cette émigration, de nombreux hispaniques se sont installés dans la partie sud de Northeast Philadelphia tandis que les afro-américains et les asiatiques se sont installés dans des quartiers jusqu'alors exclusivement peuplés par des blancs.